# Fahrt (Jugendbewegung)

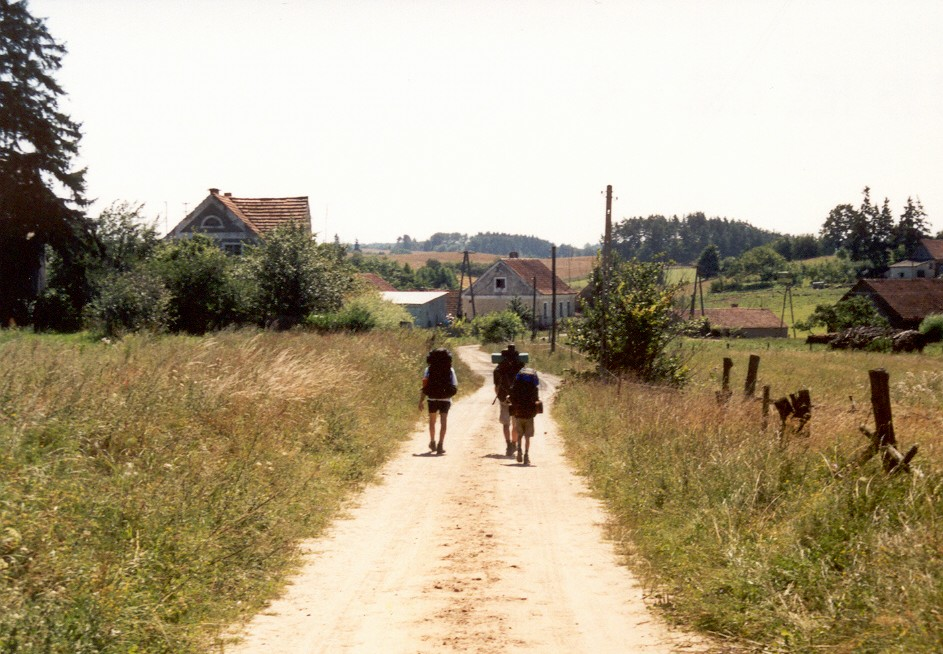
Fahrt in Masuren

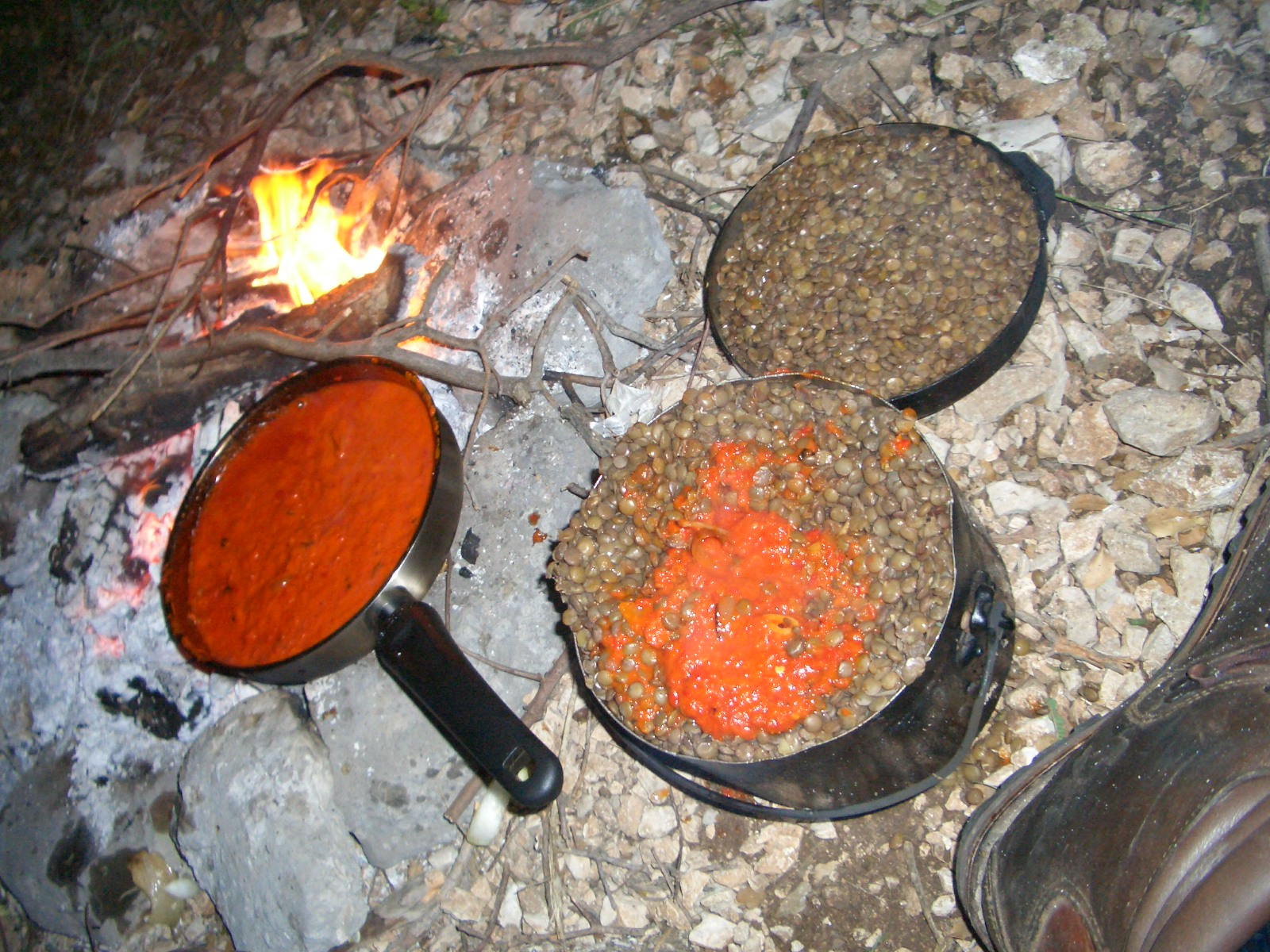
Essen auf Fahrt

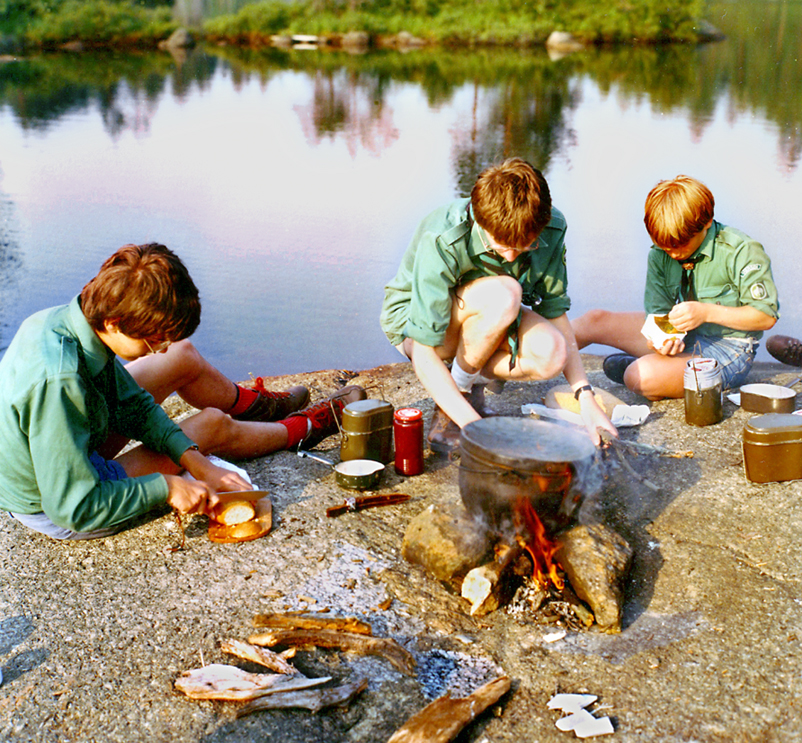
Kochen auf einer Norwegen-Großfahrt

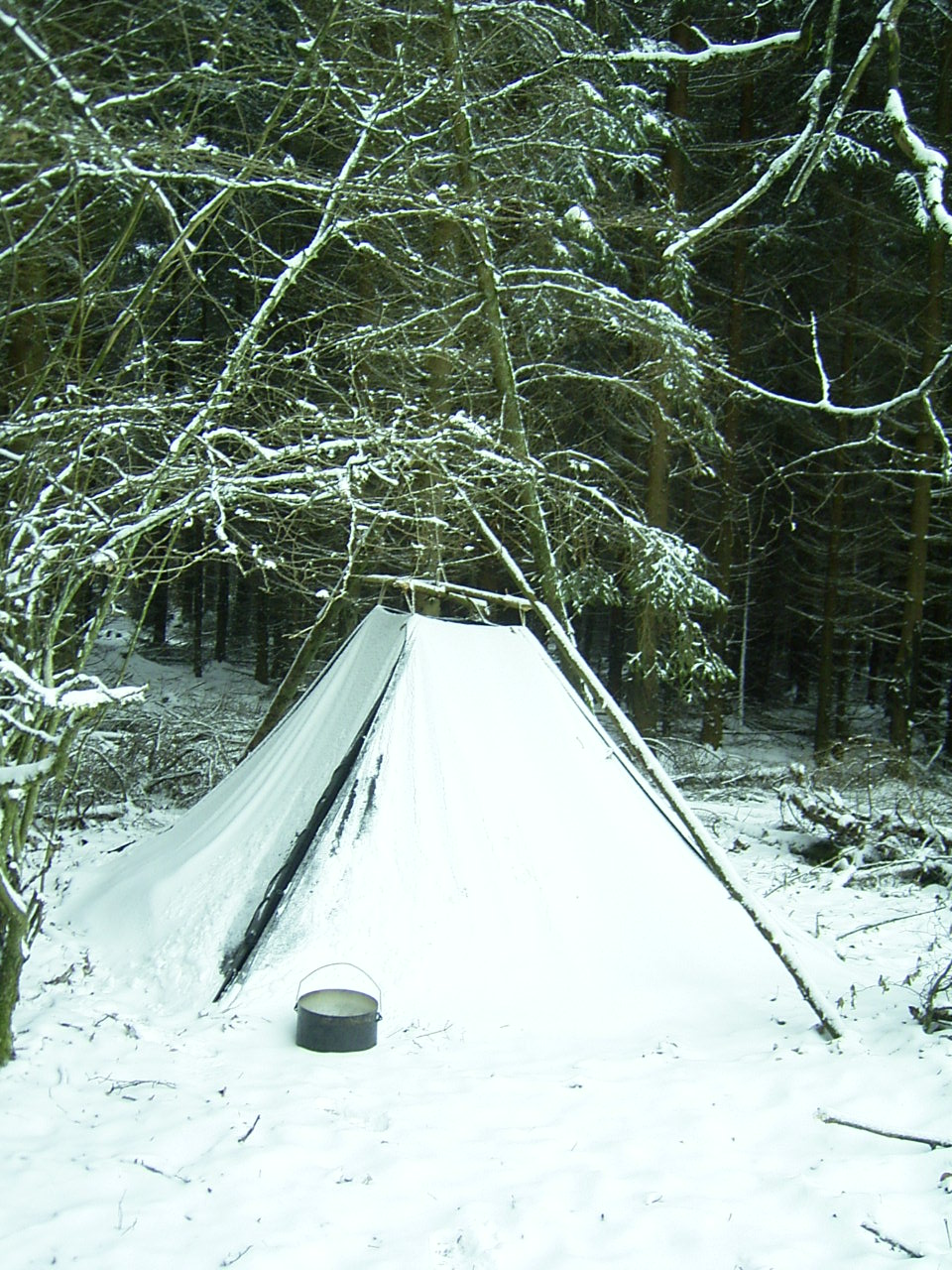
Kohte auf Winterfahrt im Hunsrück

Wandervögel, Pfadfinder in Deutschland und Bündische sagen, sie gehen auf Fahrt, wenn sie bewusst durch die Natur fahren oder wandern. Diese Tradition stammt aus der Jugendbewegung.

## Bedeutung
Diese spezielle Formulierung drückt einen besonderen Anspruch aus. Fahrt dient nicht zur Fortbewegung, sondern dazu "Neues zu erfahren". Man will nicht bequem, sicher und frei von Überraschungen unterwegs sein, sondern Fremdes, Ungewohntes, Neues erleben und sich dabei fordern: körperlich, geistig und emotional, den Einzelnen wie die Gruppe. Der Mensch soll durch die "Erfahrungen" und das Abenteuer, die aus der Fahrt entstehen, gebildet werden.
In der Praxis findet eine Fahrt meist zu Fuß als Wanderung mit der Kohte statt. Es gibt aber auch Kanu-, Segel-, Fahrrad-, Tramp- und viele andere Fahrten. Entscheidend ist, nicht an einem Ort zu verweilen und sich bewusst auf Neues, Ungewohntes und Härten einzulassen.
Eine Besonderheit ist die Großfahrt, die zum Beispiel in die Wildnis Skandinaviens führt und mehrere Wochen dauert, wie sie z. B. Walter Scherf in seinem Buch Schwedenfahrt beschreibt. Bei einigen Wandervogel- und Pfadfinderbünden gibt es noch heute die aus dem Nerother Wandervogel stammende Tradition der Weltfahrt, das heißt in einem Zeitraum von bis zu einem Jahr weltweit unterwegs zu sein und sich die Fahrt unterwegs durch Arbeit selbst zu finanzieren.

## Kundschaft
Auf einer Kundschaft wird möglichst viel über etwas herausgefunden. Ziele einer Kundschaft können zum Beispiel ein bestimmtes Dorf, eine bestimmte Person, eine bestimmte Personengruppe oder aber auch ein bestimmter Betrieb sein. Idee ist, sich näher mit Menschen und deren Lebensumfeld auseinanderzusetzen und Einblick zu bekommen, die einem im Alltag nicht möglich sind. An- und Abreise kann als Fahrt stattfinden.

## Hajk
Gelegentlich wird die Fahrt auch als Hajk bezeichnet. Das sollte jedoch nicht verwechselt werden mit dem spezielleren Haik der schwedischen Pfadfinder, der eher einem Orientierungslauf entspricht.